# 필리핀 상원
필리핀 원로원(필리핀어: Senado ng Pilipinas)은 필리핀 하원과 함께 양원제의 필리핀 의회를 구성하는 상원이다. 광역 선거구에서 다수 대표제로 선출된 24명의 의원으로 이루어진다. 임기는 6년이며, 교대로 절반의 의석을 3년마다 재선거한다. 상원은 페르디난드 마르코스 정부 동안 폐지되었다가 1987년 부활했다.